# Norman Bröckl
Norman Bröckl, född den 22 augusti 1986 i Berlin, Tyskland, är en tysk kanotist.
Han tog OS-brons i K-4 1000 meter i samband med de olympiska kanottävlingarna 2008 i Peking.